# Pietro Guerra
Pietro Guerra  (San Pietro di Morubio, Província de Verona, 28 de juny de 1943) és un ciclista italià, ja retirat, que fou professional entre 1966 i 1974.
De jove va córrer en un club ciclista de Verona, la Polisportiva Bruno Gaiga, aconseguint una cinquantena de victòries. La seva especialitat eren els 100 km per equips, en la qual va aconseguir la victòria al Campionat del Món de 1964 i 1965 i la medalla de plata als Jocs Olímpics de Tòquio de 1964.
Com a professional els seus èxits no seran tan importants, tot i que destaquen una etapa aconseguida a la Volta a Espanya i una altra al Tour de França.

## Palmarès
- 1964
  -  Campíó del món de contrarellotge per equips (amb Severino Andreoli, Luciano Dalla Bona i Ferruccio Manza)
  -  Plata a la contrarellotge per equips del Jocs Olímpics de Tòquio (amb Ferruccio Manza, Severino Andreoli i Luciano Dalla Bona)
- 1965
  -  Campíó del món de contrarellotge per equips (amb Luciano Dalla Bona, Mino Denti, Giuseppe Soldi)
  - 1r a la Coppa Collecchio
- 1966
  - Vencedor de 2 etapes de la Cursa de la Pau
- 1967
  - Vencedor d'una etapa del Giro a Sicília
- 1968
  - Vencedor d'una etapa de la Volta a Espanya
- 1969
  - Vencedor d'una etapa del Circuit de les Sis Províncies
  - Vencedor d'una etapa del Critèrium del Dauphiné Libéré
- 1970
  - 1r a la Coppa Bernocchi
  - 1r a la Cronostafetta
  - 1r al GP Cemab
- 1971
  -  Campió d'Itàlia de persecució
  - Vencedor d'una etapa al Tour de França
- 1972
  -  Campió d'Itàlia de persecució
  - 1r al Giro della Romagna
- 1973
  - Vencedor d'una etapa de la Tirrena-Adriàtica

### Resultats al Tour de França
- 1968. Abandona (3a etapa b)
- 1969. 81è de la classificació general
- 1970. 71è de la classificació general
- 1971. 69è de la classificació general. Vencedor d'una etapa
- 1972. 86è de la classificació general

### Resultats al Giro d'Itàlia
- 1967. 32è de la classificació general
- 1971. 70è de la classificació general
- 1972. Abandona
- 1973. 106è de la classificació general
- 1974. 94è de la classificació general

### Resultats a la Volta a Espanya
- 1968. 46è de la classificació general. Vencedor d'una etapa